# 2 de agosto
2 de agosto é o 214.º dia do ano no calendário gregoriano (215.º em anos bissextos). Faltam 151 dias para acabar o ano.

## Eventos históricos

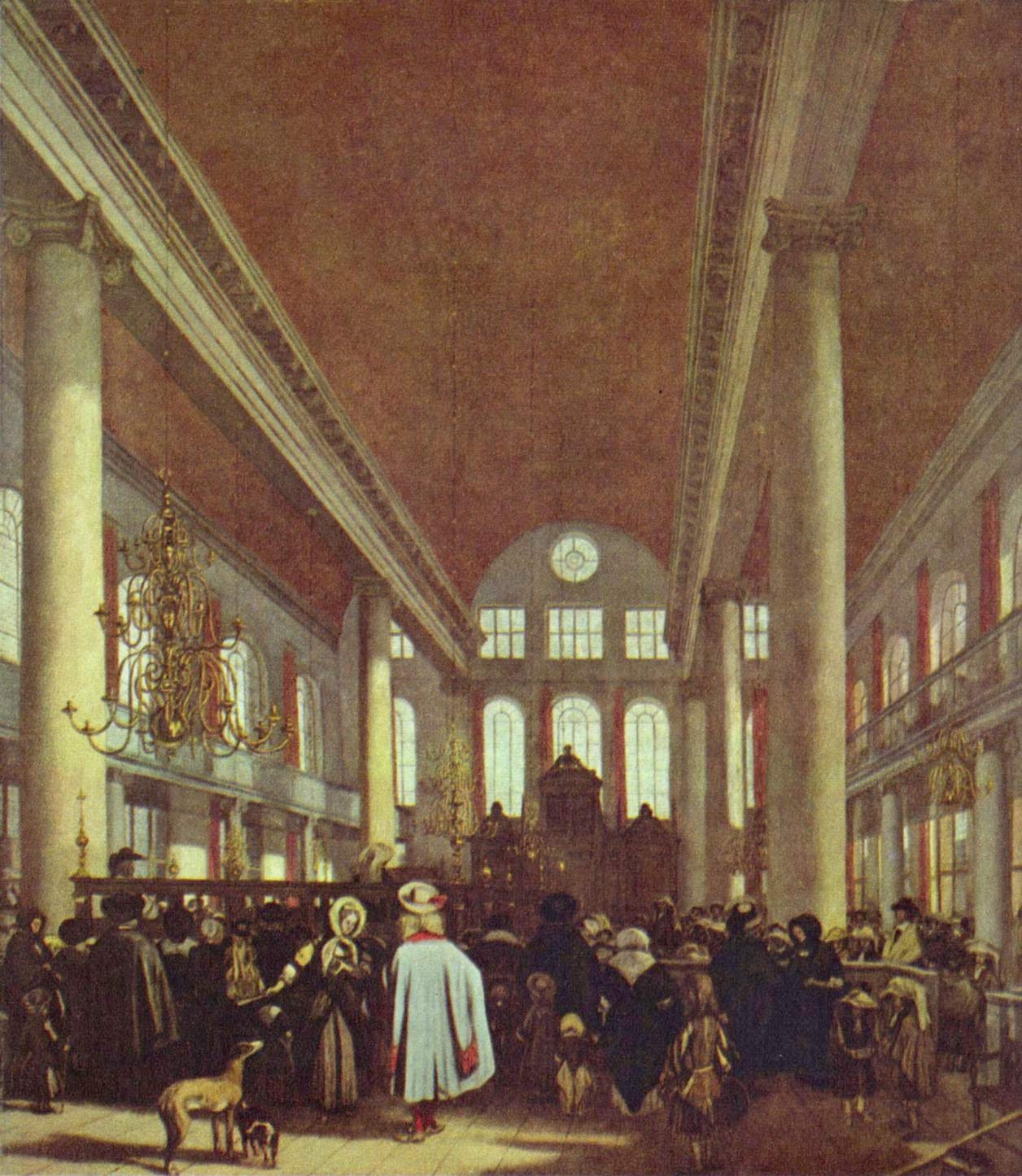
1675: Inauguração da Sinagoga Portuguesa de Amsterdão

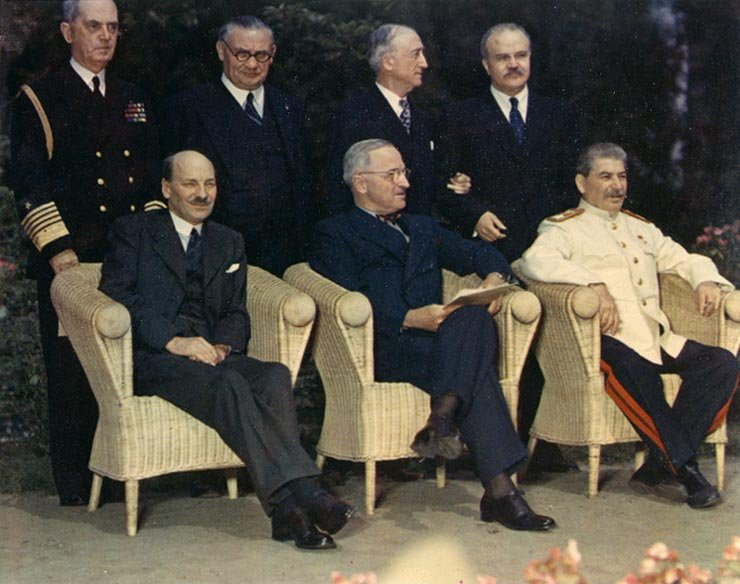
1945: Término da Conferência de Potsdam

- 338 a.C. — Um Exército macedônio liderado por Filipe II derrota as forças combinadas de Atenas e Tebas na Batalha de Queroneia, garantindo a hegemonia macedônica na Grécia e no Egeu.
- 216 a.C. — O exército cartaginês liderado por Aníbal derrota um exército romano numericamente superior na Batalha de Canas.
- 049 a.C. — César, marchou para a Espanha no início do ano deixando Marco Antônio no comando da Itália, derrota o general Afrânio e Petreio em Ilerda (Lérida) ao norte do rio Ebro.
- 0461 — Majoriano é preso perto de Tortona (norte da Itália) e deposto pelo general suevo Ricímero.
- 0932 — Após dois anos de cerco, a cidade de Toledo, na Espanha, rende-se às forças do califa de Córdova Abderramão III.
- 1274 — Eduardo I da Inglaterra retorna da Nona Cruzada e é coroado rei dezessete dias depois.
- 1377 — Tropas russas são derrotadas pelas forças da Horda Azul Cã Arapsha na Batalha do Rio Pyana.
- 1492 — Os judeus são expulsos da Espanha: 40 000-200 000 partem. O sultão Bayezid II do Império Otomano, sabendo disso, despacha a Marinha Otomana para trazer os judeus em segurança para as terras otomanas, principalmente para as cidades de Tessalônica (na atual Grécia) e Esmirna (na atual Turquia).
- 1665 — A Inglaterra ataca navios mercantes holandeses na Batalha de Vågen.
- 1675 — Inauguração da Sinagoga Portuguesa de Amsterdão.
- 1776 — Acontece a assinatura da Declaração da Independência dos Estados Unidos.
- 1798 — Guerras Revolucionárias Francesas: a Batalha do Nilo termina com uma vitória britânica.
- 1829 — Império do Brasil: Pedro I casa-se com Amélia de Beauharnais.
- 1830 — Carlos X da França abdica do trono em favor de seu neto Henrique.
- 1869 — O sistema de classes da sociedade Edo do Japão é abolido como parte das reformas da Restauração Meiji.
- 1875 — O primeiro número da Gazeta de Notícias é publicado no Rio de Janeiro.
- 1897 — O Cerco de Malakand termina quando uma coluna de socorro é capaz de alcançar a guarnição britânica nos estados de Malakand.
- 1903 — Começa a Revolta de Ilinden-Preobrazhenie contra o Império Otomano.
- 1914 — Império Alemão declara guerra à Bélgica; o Exército Alemão entra no Luxemburgo; O Reino da Itália declara a neutralidade.
- 1922 — Um tufão atinge Shantou, na República da China, matando mais de 50 000 pessoas.
- 1932 — O pósitron (antipartícula do elétron) é descoberto por Carl David Anderson.
- 1934 — Reichskanzler Adolf Hitler torna-se Führer da Alemanha após a morte do presidente Paul von Hindenburg.
- 1939 — Albert Einstein e Leó Szilárd escrevem uma carta a Franklin Delano Roosevelt, aconselhando-o a iniciar o Projeto Manhattan para desenvolver uma arma nuclear.
- 1943
  - O Holocausto: prisioneiros judeus fazem uma revolta em Treblinka, um dos campos de extermínio nazistas mais mortíferos, onde aproximadamente 900 000 pessoas foram assassinadas em menos de 18 meses.
  - Segunda Guerra Mundial: o torpedeiro a motor PT-109 é abalroado pelo contratorpedeiro japonês Amagiri e afunda. O tenente John F. Kennedy, futuro presidente dos Estados Unidos, salva todos, exceto dois de sua tripulação.
- 1945 — Termina a Conferência de Potsdam, na qual as potências aliadas decidem o que fazer com a Alemanha após o fim da Segunda Guerra Mundial.
- 1968 — Um terremoto com uma magnitude de 7,6 atinge Casiguran, Aurora, Filipinas, matando mais de 270 pessoas e ferindo 261.[1]
- 1980 — Uma bomba explode na estação ferroviária de Bolonha, Itália, matando 85 pessoas e ferindo mais de 200.
- 1985 — O voo 191 da Delta Air Lines, um Lockheed L-1011 TriStar, cai no Aeroporto Internacional de Dallas/Fort Worth, matando 137 pessoas.[2]
- 1989 — O Paquistão é readmitido na Comunidade das Nações depois de ter restaurado a democracia pela primeira vez desde 1972.
- 1990 — O Iraque invade o Kuwait, posteriormente levando à Guerra do Golfo.
- 2005 — O voo Air France 358 pousa no Aeroporto Internacional Pearson de Toronto, derrapa e sai da pista, deixando 12 feridos e nenhuma morte registrada.

## Nascimentos

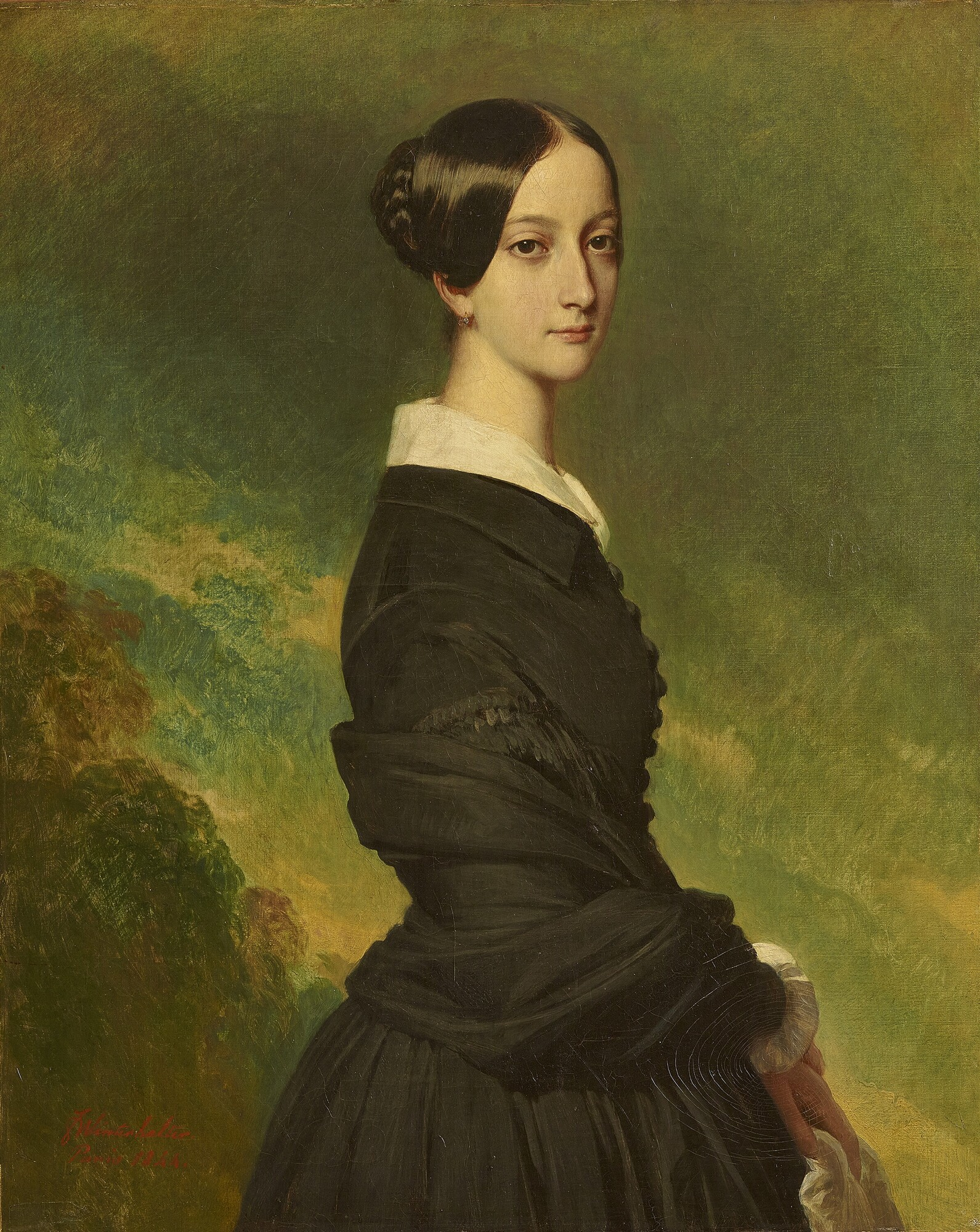
Francisca de Bragança

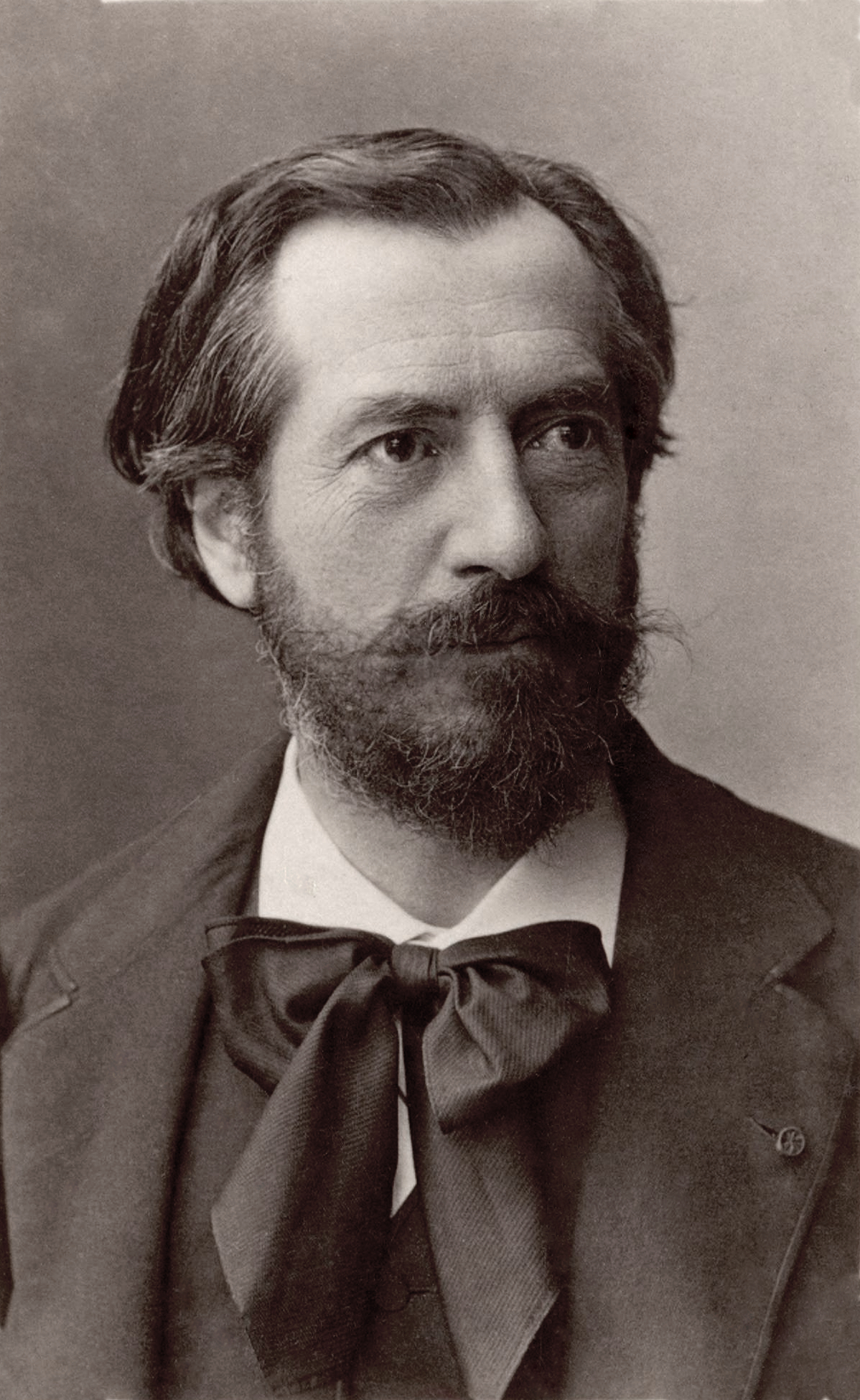
Frédéric Auguste Bartholdi

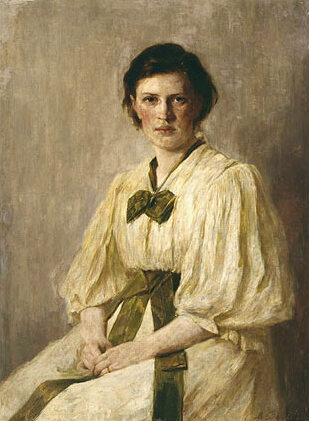
Marianne Weber

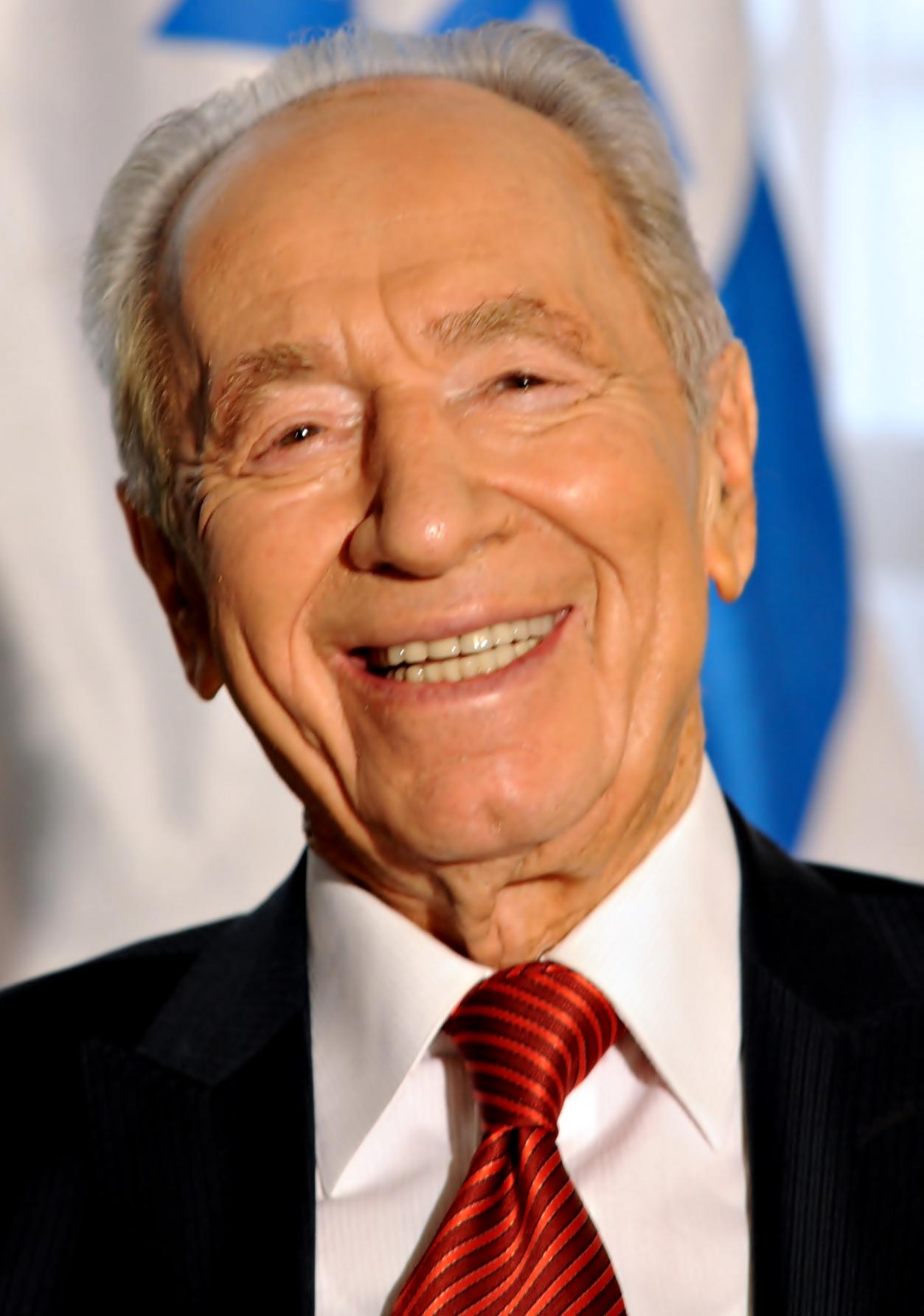
Shimon Peres

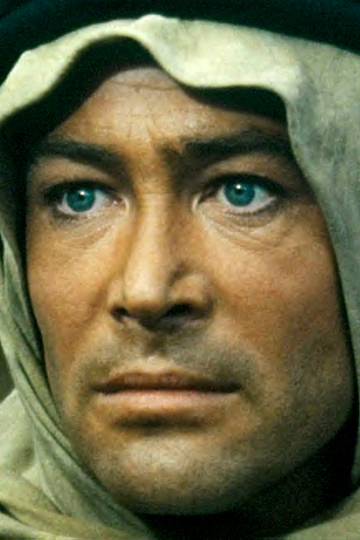
Peter O'Toole

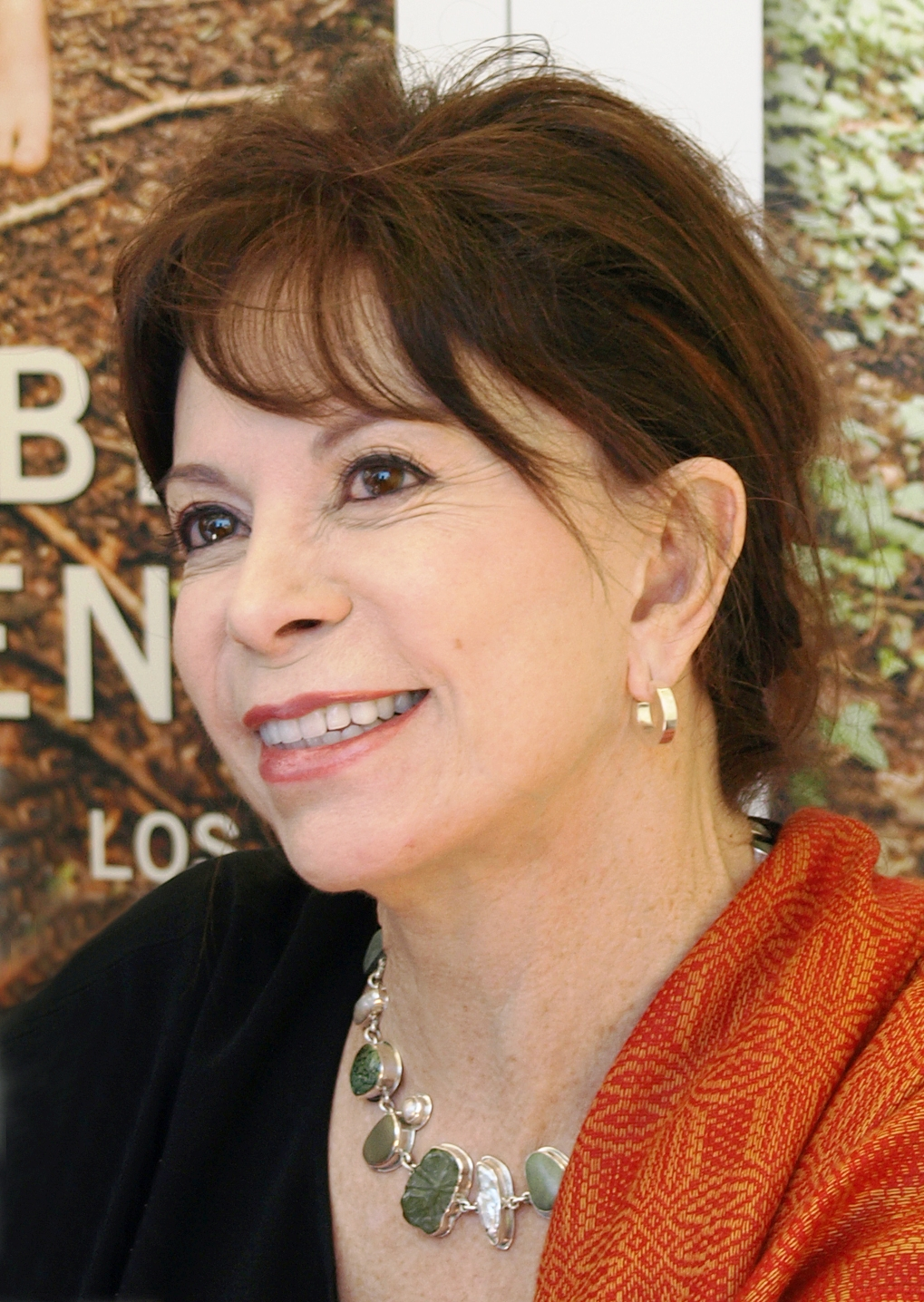
Isabel Allende

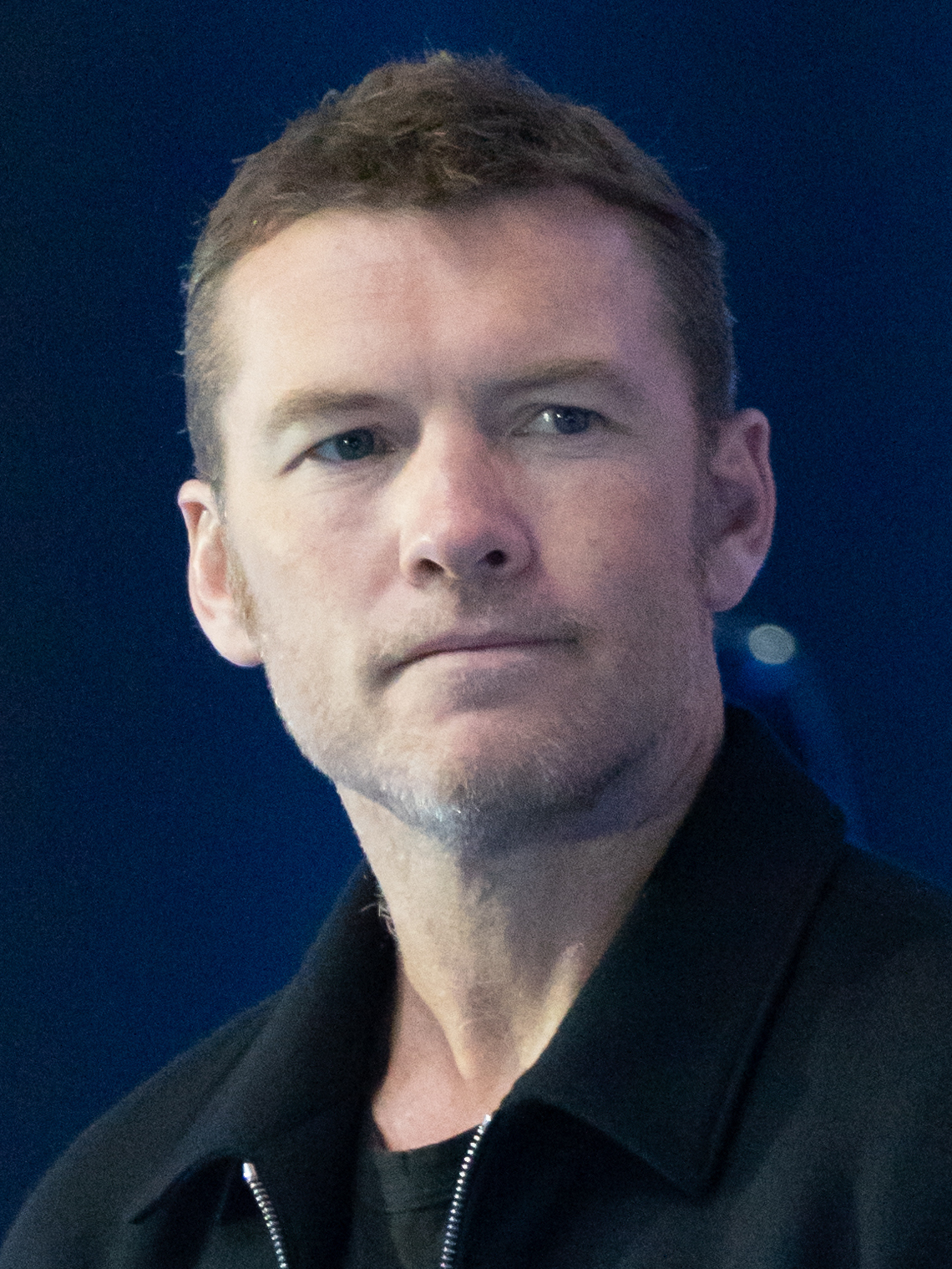
Sam Worthington

### Anterior ao século XIX
- 1260 — Kyawswa de Pagan, governante do Reino de Pagã (m. 1299).
- 1612 — Saskia van Uylenburgh, modelo neerlandesa (n. 1642).
- 1640 — Gérard Audran, gravurista francês (m. 1703).
- 1674 — Felipe II, Duque de Orléans (m. 1723).
- 1696 — Mamude I, sultão otomano (m. 1754).
- 1702 — Dietrich de Anhalt-Dessau, príncipe de Anhalt-Dessau (m. 1769).
- 1751 — William Adam, juiz e político britânico (m. 1839).
- 1754 — Pierre Charles L'Enfant, arquiteto e engenheiro francês (m. 1825).

### Século XIX
- 1815 — Adolf Friedrich von Schack, poeta e historiador alemão (m. 1894).
- 1820 — John Tyndall, físico britânico (m. 1893).
- 1824 — Francisca de Bragança, princesa do Brasil (m. 1898).
- 1834 — Frédéric Auguste Bartholdi, escultor francês (m. 1904).
- 1868 — Constantino I da Grécia (m. 1923).
- 1870 — Marianne Weber, feminista e escritora alemã (m. 1954).
- 1892 — Jack L. Warner, produtor canadense (m. 1978).
- 1894 — Bertha Maria Júlia Lutz, ativista feminista, bióloga, educadora, diplomata e política brasileira (m. 1976).

### Século XX

#### 1901–1950
- 1905 — Myrna Loy, atriz estadunidense (m. 1993).
- 1914 — Beatrice Straight, atriz estadunidense (m. 2001).
- 1923 — Shimon Peres, político israelense (m. 2016).
- 1924 — James Baldwin, romancista e dramaturgo estadunidense (m. 1987).
- 1925 — Jorge Rafael Videla, militar argentino (m. 2013).
- 1929 — Zeca Afonso, músico de intervenção português (m. 1987).
- 1931 — Viliam Schrojf, ex-futebolista tcheco (m. 2007).
- 1932
  - Peter O'Toole, ator irlandês (m. 2013).
  - Lamar Hunt, empresário estadunidense (m. 2006).
- 1934
  - Morgana, cantora brasileira (m. 2000).
  - Valery Bykovsky, cosmonauta soviético (m. 2019).
- 1936 — Jean-Claude Bernardet, ator, cineasta e crítico de cinema belgo-brasileiro (m. 2025).
- 1939 — Wes Craven, cineasta estadunidense (m. 2015).
- 1941
  - Sérgio Murilo, cantor brasileiro (m. 1992).
  - Guy Revell, patinador artístico canadense (m. 1981).
- 1942 — Isabel Allende, escritora chilena.
- 1943 — Max Wright, ator norte-americano (m. 2019).
- 1944
  - Naná Vasconcelos, músico brasileiro (m. 2016).
  - Jim Capaldi, músico britânico (m. 2005).
- 1945 — Franco Dalla Valle, bispo brasileiro (m. 2007).

#### 1951–2000
- 1953 — Peter-Michael Kolbe, remador alemão (m. 2023).
- 1954 — António Manuel Ribeiro, poeta, compositor e músico português.
- 1955 — Gail Neall, nadadora australiana.
- 1957 — João Kléber, apresentador de televisão brasileiro.
- 1960
  - Linda Fratianne, patinadora artística estadunidense.
  - Isabel Salgado, voleibolista e treinadora de voleibol brasileira (m. 2022).
- 1964
  - Mary-Louise Parker, atriz norte-americana.
  - Frank Biela, automobilista alemão.
- 1966 — Luís Ernesto Lacombe, jornalista e apresentador brasileiro
- 1968 — Stefan Effenberg, treinador e ex-futebolista alemão.
- 1969 — Fernando Couto, ex-futebolista português.
- 1970
  - Kevin Smith, produtor e diretor norte-americano.
  - Jun Senoue, guitarrista e compositor nipo-americano.
- 1975 — Mineiro, ex-futebolista brasileiro.
- 1976
  - Michael Weiss, patinador artístico estadunidense.
  - Sam Worthington, ator australiano.
- 1977 — Edward Furlong, ator estadunidense.
- 1982 — Hélder Postiga, futebolista português.
- 1983
  - Michel Bastos, futebolista brasileiro.
  - Nick Diaz, lutador estadunidense.
- 1984
  - Britt Nicole, cantora estadunidense.
  - Giampaolo Pazzini, futebolista italiano.
  - J. D. Vance, político estadunidense.
- 1985 — Bruno Octávio, futebolista brasileiro.
- 1986 — Lily Gladstone, atriz estadunidense.
- 1989
  - Thiago Bertoldo, cantor brasileiro.
  - Jonas Blue, DJ britânico.
- 1992 — Charli XCX, cantora britânica.
- 1996 — Edward Chen, ator e cantor taiwanês.
- 1998 — Cai Xukun, cantor e compositor chinês.
- 2000
  - Mohammed Kudus, futebolista ganês.
  - Wendel Silva, futebolista brasileiro.

### Século XXI
- 2006 — Héctor Fort, futebolista espanhol.

## Mortes

### Anterior ao século XIX
- 216 a.C.
  - Cneu Servílio Gêmino, político romano (n.?).
  - Lúcio Emílio Paulo, político romano (n.?).
  - Marco Minúcio Rufo, político romano (n.?).
- 0257 — Papa Estêvão I (n. 210).
- 0575 — Ahudemmeh, Grande Metropolita do Oriente (n.?).
- 0640 — Papa Severino (n. 585).
- 0686 — Papa João V (n. 635).
- 0855 — Amade ibne Hambal, teólogo e jurista árabe (n. 780).
- 0924 — Etelvardo de Wessex, rei de Wessex (n. 904).
- 1075 — João VIII de Constantinopla, Patriarca de Constaninopla (n. 1005).
- 1100 — Guilherme II de Inglaterra (n. 1056).
- 1222 — Raimundo VI de Toulouse (n. 1156).
- 1288 — Alice da Bretanha, condessa de Blois (n. 1243).
- 1316 — Luís da Borgonha, rei da Tessalônica (n. 1297).
- 1330 — Iolanda de Dreux, rainha da Escócia e duquesa da Bretanha (n. 1263).
- 1332 — Cristóvão II da Dinamarca, rei da Dinamarca (n. 1276).
- 1445 — Oswald von Wolkenstein, poeta e compositor alemão (n. 1376).
- 1451 — Isabel do Luxemburgo, duquesa de Luxemburgo (n. 1390).
- 1580 — Diogo de Meneses administrador colonial português (n. 1520).
- 1589 — Henrique III de França (n. 1551).

### Século XIX
- 1836 — Carlos Frederico Lecor, militar e nobre português (n. 1764).
- 1838 — Remexido, guerrilheiro português (n. 1797).

### Século XX
- 1909 — Adolf Hausrath, teólogo alemão (n. 1837).
- 1921 — Enrico Caruso, tenor italiano (n. 1873).
- 1922 — Alexander Graham Bell, inventor britânico (n. 1847).
- 1923 — Warren G. Harding, político estadunidense (n. 1865).
- 1934 — Paul von Hindenburg, estadista e militar alemão (n. 1847).
- 1939 — Harvey Spencer Lewis, autor, ocultista e místico estadunidense (n. 1883).
- 1957 — Lasar Segall, pintor e escultor lituano (n. 1891).
- 1977 — Manuel Gonçalves Cerejeira, religioso português (n. 1888).
- 1989 — Luiz Gonzaga, músico brasileiro (n. 1912).
- 1990 — Adonias Filho, jornalista e crítico literário brasileiro (n. 1915).
- 1996 — Obdulio Varela, futebolista uruguaio (n. 1917).
- 1997 — William S. Burroughs, escritor estadunidense (n. 1914).
- 2000 — Cristiano Portela de Araújo Pena, religioso brasileiro (n. 1913).

### Século XXI
- 2002 — Fernando Bandeira Ferreira, arqueólogo português (n. 1921).
- 2003 — Paulinho Nogueira, compositor brasileiro (n. 1929).
- 2005 — Ivo Antônio Calliari, religioso brasileiro (n. 1918).
- 2007
  - Franco Dalla Valle, religioso brasileiro (n. 1945).
  - Holden Roberto, líder nacionalista angolano (n. 1923).
- 2009
  - Billy Lee Riley, músico, cantor e produtor musical norte-americano (n. 1933).
  - Hironoshin Furuhashi, nadador japonês (n. 1928).
  - António Adriano Faria Lopes dos Santos, militar português (n. 1919).
- 2011 — Ítalo Rossi, ator brasileiro (n. 1931).
- 2015 — Içami Tiba, médico, colunista e escritor brasileiro (n. 1941).
- 2019 — Gildo Cunha do Nascimento, futebolista brasileiro (n. 1939).
- 2025 — José Roberto Guzzo, jornalista brasileiro (n. 1943).

## Feriados e eventos cíclicos

### Brasil
- Dia Nacional da Natação
- Aniversário das cidades de Morada Nova e Tururu - Ceará
- Aniversário da cidade de Prado - Bahia
- Aniversário da cidade de Coari - Amazonas
- Aniversário da cidade de Barra de São Miguel - Alagoas

### Cristianismo
- Eusébio de Vercelli
- Gerhard Hirschfelder
- Justino Russolillo
- Nossa Senhora dos Anjos
- Papa Estêvão I
- Pedro Fabro
- Pedro Julião Eymard

## Outros calendários
- No calendário romano era o 4.º dia (IV) antes das nonas de agosto.
- No calendário litúrgico tem a letra dominical D para o dia da semana.
- No calendário gregoriano a epacta do dia é xxiii.